# ميخائيل لامونت
ميخائيل لامونت (16 يناير 1967 في نيوزيلندا - ) (بالإنجليزية: Michael Lamont)‏ هو لاعب كريكت نيوزلندي.

## وصلات خارجية
- ميخائيل لامونت على موقع إي آس بي آن كريك إنفو (الإنجليزية)